# Musica e parole (Luca Barbarossa)
Musica e parole è il nono album  del cantautore italiano Luca Barbarossa, pubblicato nel 1999.

## Tracce
1. Come si dice ti amo
2. Tutto quello che so
3. Segnali di fumo (feat. Tina Arena)
4. Domani
5. Stella segreta
6. Il fiume
7. Musica e parole
8. Voglio
9. Italiani d'America
10. Piccola ragazza
11. Foglia su foglia

## Formazione
- Luca Barbarossa – voce
- Francesco Puglisi – basso
- Lucrezio de Seta – batteria
- Mario Amici – chitarra acustica
- Paolo Giovenchi – chitarra acustica, chitarra elettrica
- Rosario Musumarra – chitarra acustica, organo Hammond, sintetizzatore
- Claudio Storniolo – fisarmonica
- Luca Pincini – violoncello